# Elea Brandt

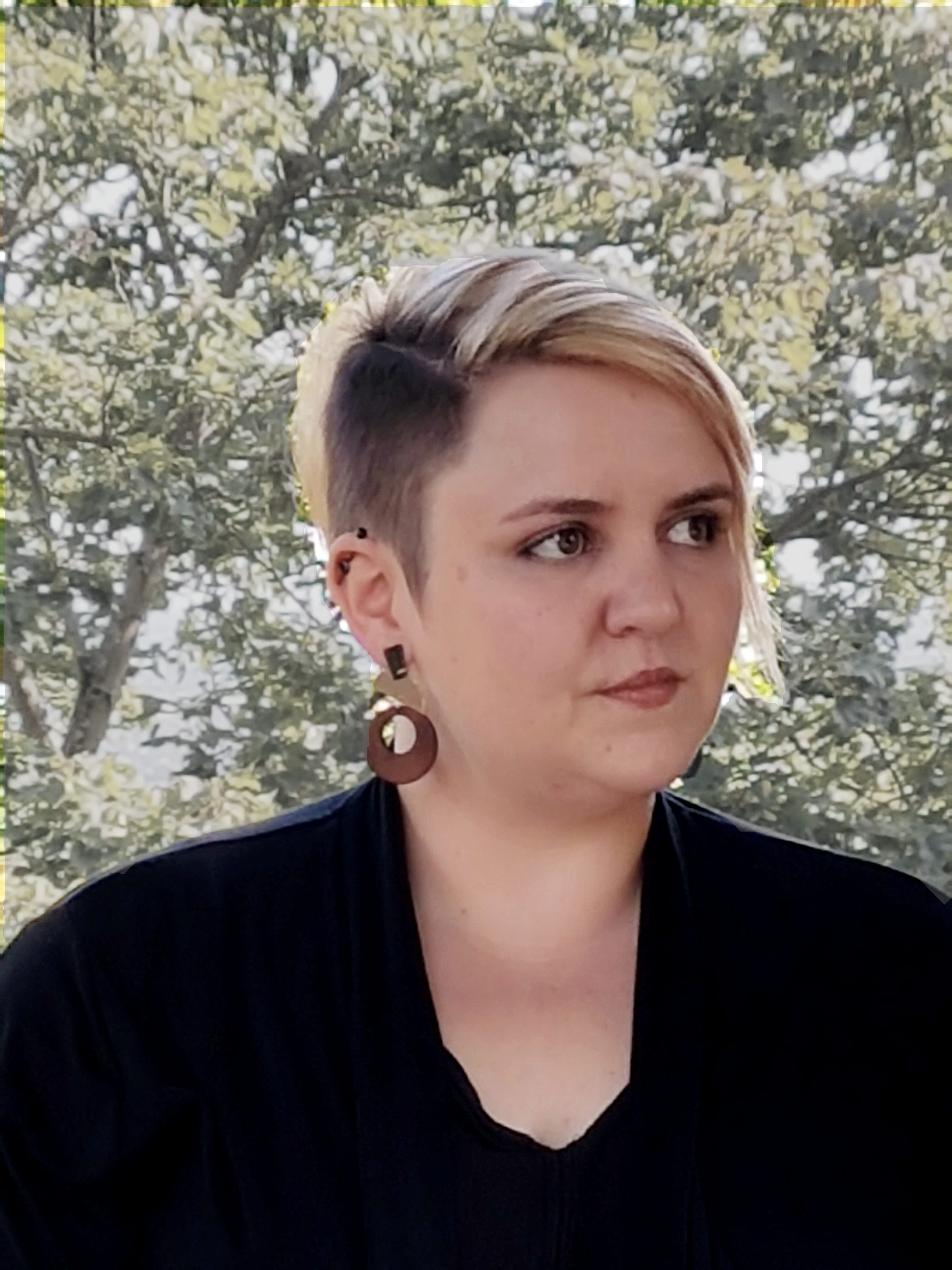
Elea Brandt (Stand 2019)

Elea Brandt (* 1989 in Passau), mit bürgerlichem Namen Lena Carl, ist eine deutsche Schriftstellerin und Psychologin.

## Leben und Werk
Nach dem Abitur studierte Brandt Psychologie an der Universität Regensburg und der Friedrich-Alexander-Universität in Erlangen. Sie promovierte 2022 im Bereich Rechtspsychologie und arbeitet derzeit in der rechtspsychologischen Begutachtung.
Als Schriftstellerin ist Brandt vor allem im Phantastik-Genre tätig. Sie schrieb zunächst Kurzgeschichten, ihr erster Fantasy-Roman Opfermond erschien 2017. Ihre Werke greifen immer wieder historische oder historisch inspirierte Themen auf, wie das Spannungsfeld zwischen evidenzbasierter Medizin, religiösen Überzeugungen und Magie in der Antike in ihrem Roman Mutterschoß. Ihre Fantasy-Romane wurden mehrfach auf der Phantastik-Bestenliste platziert.
Neben Belletristik verfasst sie regelmäßig Essays und journalistische Beiträge zu den Themen Psychologie, Literatur, Feminismus und Rollenspiel.
Sie ist Co-Host des Nerdkultur-Podcast Der nerdige Trashtalk.

## Preise und Nominierungen
- 2018: Nominiert für den Deutschen Phantastik Preis als Bestes Romandebüt für Opfermond (Longlist)[5]
- 2019: Shortlist (Top 3) des Skoutz-Awards für Unter einem Banner[6]

## Werk

### Romane
- Opfermond. Mantikore Verlag, Frankfurt am Main, 2017. ISBN 978 3945493366.
- Unter einem Banner. Dead Soft Verlag, Mettingen 2018. ISBN 978-3960891772.
- Sand & Wind. Verlag Ohneohren, Wien 2018. ISBN 978-3903006447.
- Sand & Klinge. Verlag Ohneohren, Wien 2019. ISBN 978-3903296145.
- Mutterschoß. Chaospony Verlag, Ingelheim 2021. ISBN 978-3903296145.
- Kalubs End. Plan 9 Verlag, Hamburg 2023. ISBN 978-3-948700-81-2.

### Wissenschaftliche Arbeiten
- Wirksamkeitsforschung in der Straftäterbehandlung: Was wirkt für wen unter welchen Umständen?, Friedrich-Alexander-Universität Erlangen-Nürnberg, Nürnberg 2022. (Online)